# Obergorbitzer Friedhof

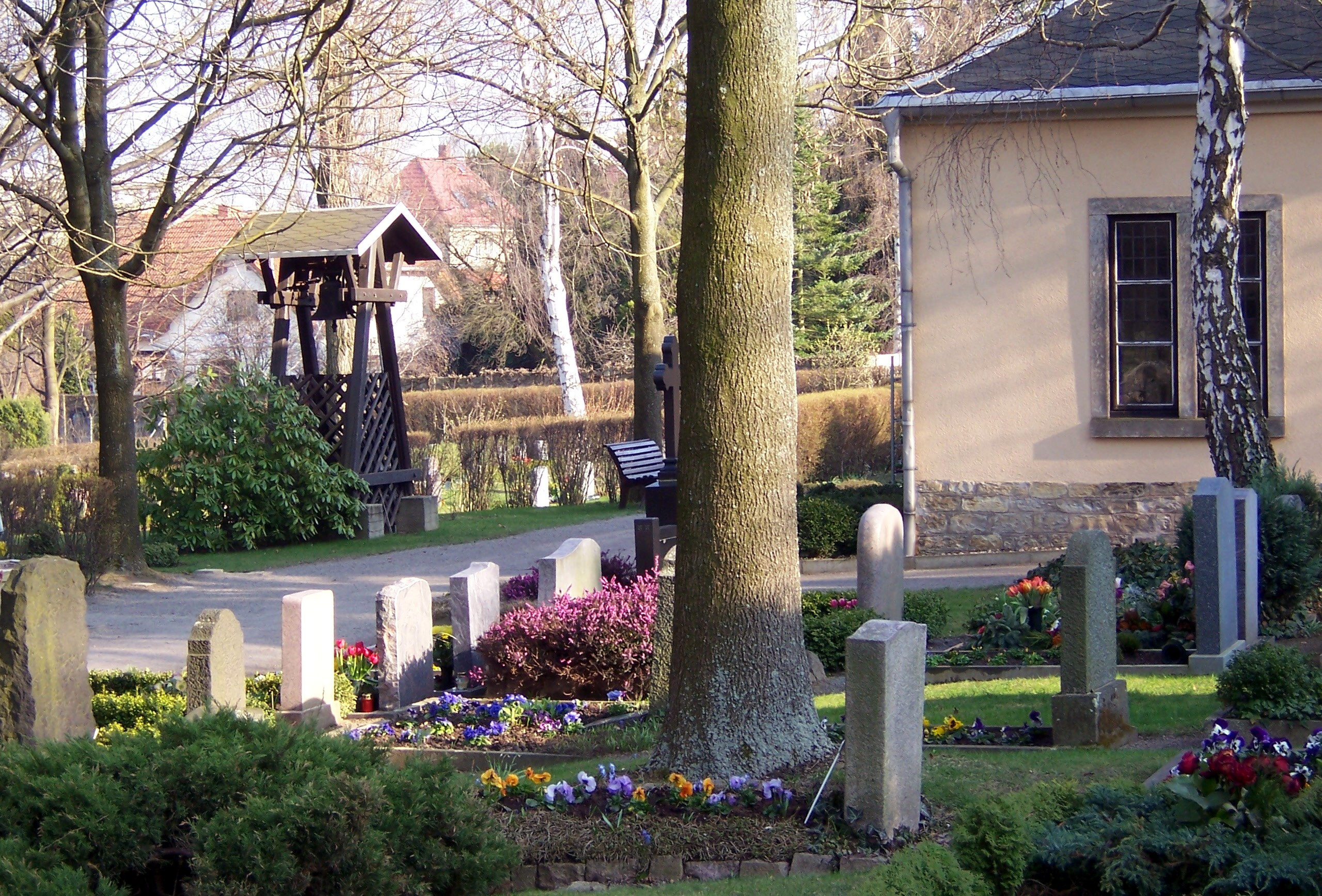
Obergorbitzer Friedhof mit Kapelle und Glockenträger

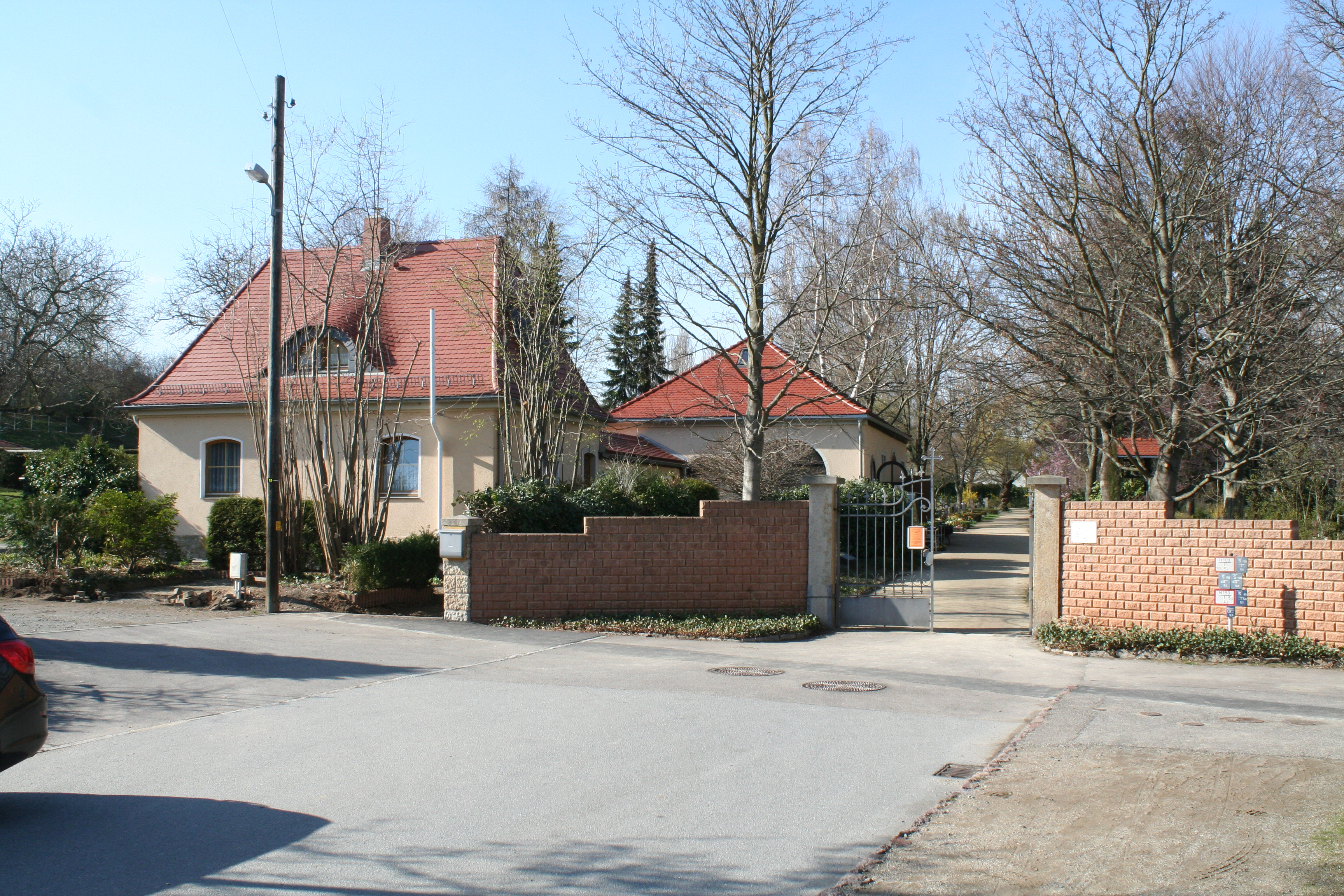
Ansicht von der Rädestraße

Der Obergorbitzer Friedhof in Dresden befindet sich oberhalb der Hirtenstraße am Rande der Gorbitzer Siedlung auf der Rädestraße 31. Er ist 0,98 Hektar groß und wurde am 5. Februar 1905 geweiht. Bis dahin waren die Verstorbenen aus Gorbitz, Gompitz und Pennrich auf den Briesnitzer Friedhöfen beigesetzt worden.
Am 5. November 1905 wurde auch die Friedhofskapelle fertiggestellt. Im Jahr 1987 entstand gegenüber dieser Kapelle ein kleiner Glockenturm. Im Eingangsbereich der Kapelle erinnert ein Denkstein an die in den letzten Tagen des Zweiten Weltkriegs gefallenen Gemeindemitglieder.
Der Obergorbitzer Friedhof ist durch zwei Hauptwege klar gegliedert und durch Baumbestand und Heckenpflanzungen auch ein Ort der Ruhe und Besinnung. Angesehene Einwohner erwarben in der Anfangszeit des Friedhofs große Familiengrabstätten. 13 Grüfte trennen Altteil und Neuteil des Friedhofs. 2021 gab es auf dem Friedhof etwa 800 Grabstellen.